# Horse Island (Cork)
Horse Island (irisch Oileán na gCapall, „die Insel der Pferde“) im irischen County Cork ist eine Insel im Privatbesitz, welche insgesamt sieben Anwesen beherbergt. Die circa 64 Hektar große Insel liegt südwestlich von Irland in der Roaring Water Bay, in der Region West Cork in der Gemeinde Castlehaven (Gleann Bearcháin) und ist mit einem Helikopter oder Boot erreichbar.
Eines dieser Anwesen ist das Haupthaus mit sechs Schlafzimmern. Zudem gibt es vier weitere Wohnhäuser und zwei Cottages. Jedes dieser Häuser verfügt über Meerblick und bietet Zugang zum Meer.
2007 wurde die Privatinsel das erste Mal über Engel & Völkers verkauft. Während der Corona-Pandemie wechselte die Insel nun erneut über Engel & Völkers den Besitzer.
Horse Island spielt eine zentrale Rolle in Christoph Ransmayrs Roman Der fliegende Berg (2006).